# Acalypha schultesii
Acalypha schultesii é uma espécie de flor do gênero Acalypha, pertencente à família Euphorbiaceae.